# ثتیس

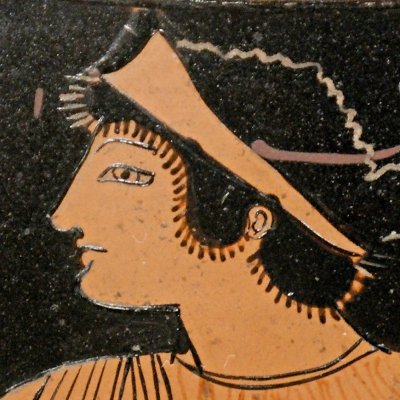
سر ثتیس ۵۱۰–۵۰۰ قبل از میلاد، موزه لوور.

ثتیس (‎/ˈθɛtɪs/‎; زبان یونانی: Θέτις [tʰétis]) بیش از همه در اسطوره یونانی به عنوان حوری دریایی یا الهه آب شناخته شده‌است که ازدختران نرئوس یکی از پنجاه نرئید بود.
هنگامی در افسانه‌های کلاسیک به عنوان نرئید توصیف شد، دختر نرئوس و دوریس بود. او نوه تتیس بود و بعضی از خصوصیات او را دارد و به نظر می‌رسد که نرئیدها را رهبری می‌کند و آن‌ها وظایفی را که او مشخص کرده انجام می‌دهند و گاهی هم او را با نام متیس می‌شناسند.
بعضی از منابع خدا بودن و پرستش شدن او را در یونان باستان مورد تردید قرار می‌دهند چرا که رسوم شفاهی و مطالب نوشته شدهٔ مربوط به آن گم شده‌است. فقط یک مطلب نوشته شده، یک تکه، وجود دارد که به پرستش شدن او گواهی می‌دهد و تنها یک سرود روحانی از آلکمان موجود است که او را به عنوان خالق جهان معرفی می‌کند. مدارکی در مورد اصرار بر ادامه پرستش ثتیس به عنوان الهه در تعدادی از مذاهب توسط نویسندگان تاریخی مثل پوسانیاس ثبت شده‌است.
در سری افسانه‌های مربوط به جنگ تروا، عروسی ثتیس و پهلوان یونانی پلئوس یکی از حوادثی است که با دستپاچگی در زمان جنگ اتفاق افتاده که منجر به تولد فرزند آن‌ها آشیل شد.

## ثتیس به عنوان الهه
مطالب موجود در مورد ثتیس به نقش او به عنوان مادر آشیل مربوط است، اما مدارکی موجود است که نشان می‌دهد که او به عنوان الهه دریا نقش مرکزی تری در عقاید مذهبی و راه و رسم یونان باستان داشته‌است. ریشه نام او در لغت‌شناسی پیش از دوران جدید اظهار می‌کند: نام او از tithemi (τίθημι)، «به معنی تأسیس کردن، دایر کردن» گرفته شده‌است که درک یونانی‌های کلاسیک را از یک نقش سیاسی نشان می‌دهد. والتر بورکت نام او را قرینهٔ تغییر شکل یافته تتیس می‌داند.
در ایلیاد ۱، آشیل نقش مادرش را در امر دفاع از سلطنت زئوس و علیه شورش ابتدایی به وسیلهٔ سه نفر از المپ نشین‌ها، که هر سه ریشهٔ پیش المپی دارند به او یادآوری کرده و بنابراین آن را تصدیق می‌کند:
از بین تمام خدایان تنها تو زئوس تاریکترین خدایان را به خاطر سرنوشت ننگین نجات دادی، زمانی که دیگر المپی‌ها هرا، پوزئیدون و آتنا تصمیم گرفته بودند او را به زنجیر بکشند، تو، الهه، رفتی و او را از این بی آبرویی نجات دادی. تو فوراً غول صد دست را به المپ فراخواندی، کسی که خدایان او راهکاتونکایر می‌نامند، اما هکاتونکایر شبیه انسان، قویتر از پدرش است. او با چنان قدرتی کنار زئوس چمباتمه زد که خدایان مبارک از ترس دزدکی نگاه کرده و زئوس را رها کردند.
—ترجمه: ای. وی ریو
کوئینتس سمیرنائوس، با یادآوری این متن، می‌نویسد که ثتیس یکبار زئوس را از زنجیر رها کرده‌است، اما منبع دیگری در مورد این شورش المپ نشین‌ها وجود ندارد، و بعضی از نویسندگان مانند ام. ام ویلکوک این اپیزود را اختراع هومر می‌دانند که عمومیت ندارد و برای دفاع از درخواست آشیل از مادرش برای مداخله در کار زئوس آمده‌است.